# Христианская наука
Христианская наука (англ. Christian Science) — религиозное течение, основанное в 1879 году Мэри Бейкер-Эдди. Возникло на основе либерального протестантизма. Последователи этого учения организованы в Сайентистскую церковь Христа (Church of Christ, Scientist).

## Терминология

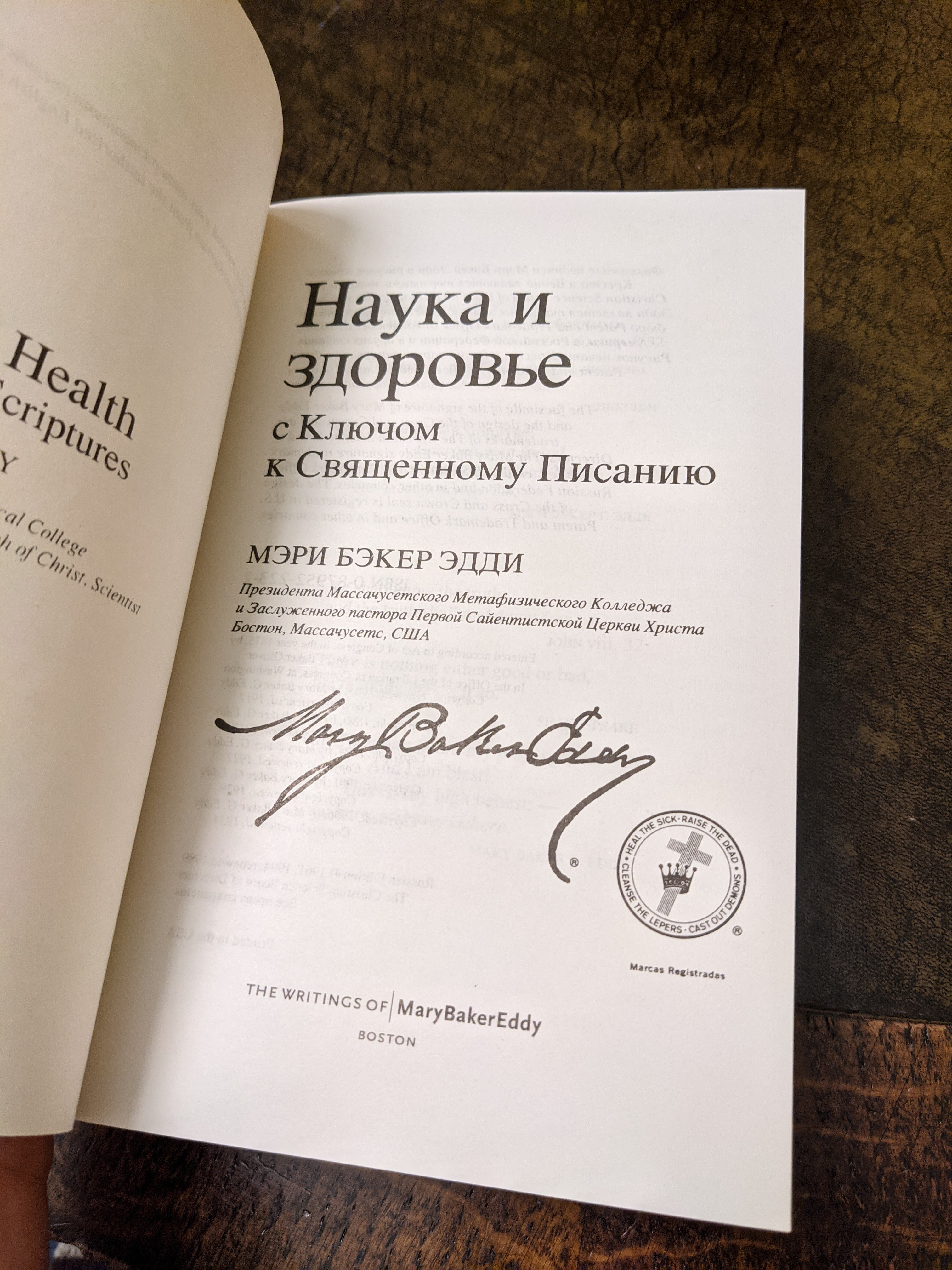
В авторизированном русском переводе «Науки и здоровья» название материнской церкви дано как «Первая сайентистская церковь Христа».

Название религии на английском языке — «Christian Science», что переводится как «христианская наука» (в официальном русском переводе — «Науки и здоровья»). Термин является названием религии, а не синонимом христианского богословия, саентологии (название которой также образовано от английского слова «наука») или обозначения группы учёных, исповедующих христианство.

### Название церкви
«Материнская церковь» в Бостоне, основанная Бейкер-Эдди, называется «The First Church of Christ, Scientist». Изначально Бейкер-Эдди планировала назвать свою церковь «Церковью Христа» (англ. Church of Christ), однако церковь с таким названием уже была инкорпорирована в штате Массачусетс. В 1879 году церковь была зарегистрирована под именем «Church of Christ (Scientist)». Слово «scientist» здесь используется по тому же принципу, что и «methodist» в методистской церкви или «universalist» в универсалистской церкви, — то есть это Церковь Христа «саентистская». В 1892 году название материнской церкви было окончательно изменено на «The First Church of Christ, Scientist».
Русская версия «Науки и здоровья» переводит название церкви как «Сайентистская церковь Христа». Официальный сайт «Христианской науки» использует другой термин — «Церковь Христа, научная».

### Именование последователей
По-английски последователи «Христианской науки» называются «Christian Scientists», что «Науки и здоровья» переводит как «Христианские сайентисты», а русская версия церковного сайта — «Научные христиане». Дословный перевод — «христианские учёные».

## Истоки
«Христианская наука» возникла в США в XIX веке на фоне ослабления протестантизма. Основательницей стала Мэри Бейкер-Эдди, на взгляды которой ранее повлияли работы целителя Финеаса Куимби. Главная («материнская») церковь этого движения находится в Бостоне. Последователями церкви являются около 85 тысяч человек, большинство из них в США. В России на 2020 год имеется несколько сотен последователей.
Одна из самых знаковых церквей «Христианской науки» — Семнадцатая сайентистская церковь Христа в Чикаго, памятник архитектуры брутализма.

## Вероучение
«Христианская наука» разделяет христианскую веру во всемогущего бога, признаёт авторитет Библии (хотя и не считает её непогрешимой) и считает распятие и воскресение Иисуса Христа незаменимыми для искупления человечества.
Отличие от традиционного христианства состоит в том, что в жизни Иисуса эта церковь видит пример божественного сыновства, которое принадлежит всем мужчинам и женщинам как детям бога. Его исцеления и победа над смертью рассматриваются как доказательства того, что ограничения смертного состояния могут быть постепенно преодолены по мере того, как человек обретает «разум Христа», то есть понимание истинного духовного статуса. Это достижение требует взглянуть за пределы материальных явлений на духовную реальность, которую ортодоксальное христианство связывает с небесами, но которую «Христианская наука» считает очевидным фактом.
Священными книгами «Христианской науки» считаются Библия и «Наука и здоровье с Ключом к Священному Писанию» авторства Мэри Бейкер-Эдди.
Бейкер-Эдди писала, что в 1866 году была исцелена после того, как она прочитала в Библии описание исцеления больных Христом. Она считала, что исцеление, подобное такому, доступно большинству людей. После этого она посвятила многие годы изучению Библии и изложила своё понимание в книге «Наука и здоровье», первое издание которой вышло в 1875 году. По её словам, до публикации книги она в течение двух лет была свидетелем исцелений больных, проникшихся учением «Христианской науки» (описание этих случаев Бейкер-Эдди включила в главу «Плоды» — англ. Fruitage). Сторонники учения считают, что и человек, и Вселенная по своей природе являются духовными, а не материальными, и что добро, здоровье и добродетель являются реальностью, тогда как зло, болезнь и грех являются мнимыми продуктами фиктивного материального существования. Сторонники «Христианской науки» полагают, что через молитву, знание и понимание можно достичь практически всего посредством бога — в частности, путём молитвы можно достичь исцеления от болезней.
Молитва, с точки зрения «Христианской науки», не просит бога о вмешательстве, но скорее является процессом ознакомления с духовной реальностью бога — «пробуждением мышления смертных» постепенно, вплоть до постижения духовной истины. Сторонники доктрины полагают, что всем методам лечения (медикаментозным, хирургическим и т. д.) следует предпочесть исцеление через особые молитвы, направленные на пробуждение духовности в мышлении.
«Христианская наука» не верит в реальность или неизбежность смерти, а считает смерть одним из материальных явлений, реальность которых она отвергает. Слова «небеса» и «ад», хотя и употребляются для описания того, что происходит после смерти, считаются не местами, а «состояниями ума». Те, кто «прошёл» через «изменение, называемое смерть», не общаются с живыми, но не перестают существовать и не утрачивают свою личную идентичность. Однако знание о том, что смерти нет, может быть достигнуто только путём «сознательного единения с Богом» и сознательного понимания, что «жизнь, Бог, — везде, а следовательно, смерть нигде, ведь для неё места нет».
«Христианская наука» рассматривает зло как ошибку и заблуждение смертного разума, отказывая ему в реальности; зло бессильно. Музыковед Н. П. Савкина выдвинула не разделяемую научным сообществом гипотезу, согласно которой главным из многих факторов, побудивших русского композитора С. С. Прокофьева принять решение покинуть Париж и переехать в СССР, стало воздействие «Христианской науки». Марк Твен и Стефан Цвейг скептически относились к идеям «Христианской науки». Религиовед Роберт Эллвуд характеризовал её как «тщательно интегрированную систему из элементов трансцендентализма, кальвинистской борьбы света с тьмой и престижа науки».

## Сайентистская церковь Христа

### Организация

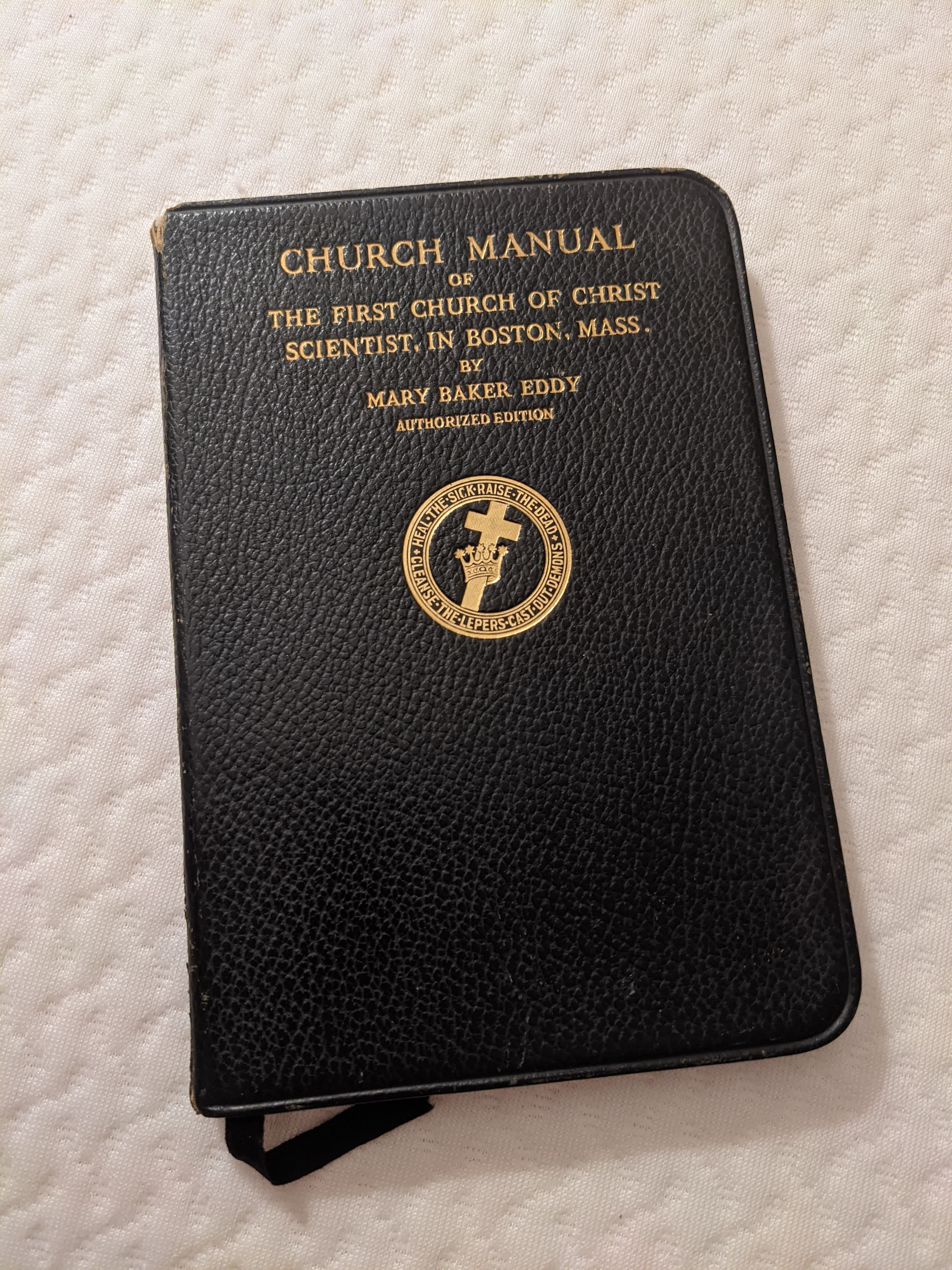
Руководство «Материнской церкви» (89-е изд.)

Церковное устройство «Христианской науки» закреплено в руководстве «Материнской церкви» (англ. Manual of the Mother Church) — своеобразной конституции этой религии, написанной лично Эдди. Последнее издание (89-е) было опубликовано 17 декабря 1910 года, спустя две недели после смерти своего автора, и с тех пор не менялось.
Согласно руководству (статья 28), единственной церковью «Христианской науки» является «Материнская церковь» в Бостоне. Последователи «Христианской науки» могут организовывать дочерние церкви (англ. branch churches — церкви-филиалы), однако такая церковь должна состоять как минимум из 16 человек, из которых четверо являются членами «Материнской церкви». Также в дочерней церкви должен состоять как минимум один зарегистрированный «христианский учёный» (англ. practitioner), закончивший двухнедельные курсы и работающий целителем или духовным помощником.
Дочерние церкви полностью автономны в своём самоуправлении, однако должны носить имя «Church of Christ, Scientist» и последовательно нумероваться по мере возникновения новых в одном населённом пункте (например, «First Church, New York»; «Seventeenth Church, Chicago»). Определённый артикль «the» используется только в названии «Материнской церкви». Кроме того, дочерним церквям запрещено открывать свои филиалы или иные подчинённые структуры, однако они вольны отстроить здание по своему вкусу или проводить богослужения там, где решит община.

#### Приходская жизнь
Каждая община «Христианской науки» избирает себе двух чтецов на срок от года до трёх лет. Во время богослужения первый чтец читает предписанные отрывки из «Науки и здоровья», в то время как второй — из Библии. Если община решает отстроить себе церковь, обряда освящения не проводится до тех пор, пока здание не будет полностью оплачено.
При каждой церкви существует воскресная школа, занятия в которой проводятся в то же время, что и основное богослужение недели, для молодёжи до 20 лет, а также особая читальня, функционирующая одновременно как библиотека литературы «Христианской науки» и церковная лавка (читальня, впрочем, может существовать и отдельно от церкви). Приёмные «христианских учёных» раньше также располагались при церквях, однако впоследствии от этого отказались.

## Символика

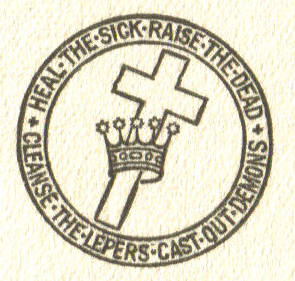
Эмблема «Христианской науки».

Официальным символом «Христианской науки» является печать (англ. Cross and Crown Emblem) в виде склонённого четырёхконечного пронизывающего корону креста, обрамлённого библейской цитатой (Мф 10:8) по исправленному изданию Библии короля Якова 1881 года (Revised Version) с тем, однако, отличием, что слово «devils» было заменено на «demons», взятое из текстологического комментария, сопровождающего этот перевод: «Больных исцеляйте, прокаженных очищайте, мертвых воскрешайте, бесов изгоняйте» (англ. Heal the sick, raise the dead, cleanse the lepers, cast out demons).
Хотя в таком виде эта эмблема впервые появилась в 1881 году на обложке третьего издания «Науки и здоровья», Эдди использовала символ креста и короны и раньше: так, в 1876 году при входе в её дом в Линне в [Массачусетсе висела табличка «Дом христианских учёных Мэри Б. Гловер» (англ. Mary B. Glover’s Christian Scientists’ Home), с одной стороны которой была изображена открытая книга, а с другой — корона над склонённым крестом.
В 1915 году, через пять лет после смерти Эдди, финальная эмблема стала охраняться авторским правом. В более ранней версии эмблемы использовалась не королевская корона, а корона наследника, т. н. «коронет», что не увязывалось с распространённым в христианстве толкованием этого символа: крест отождествляется с земными страданиями, в то время как корона олицетворяет небесную славу. В 1908 году корона была заменена на более уместную, т. н. «небесную».
Другим важным символом является факсимильная подпись Бейкер-Эдди, часто помещаемая на «Науку и здоровье», а также иные публикации.

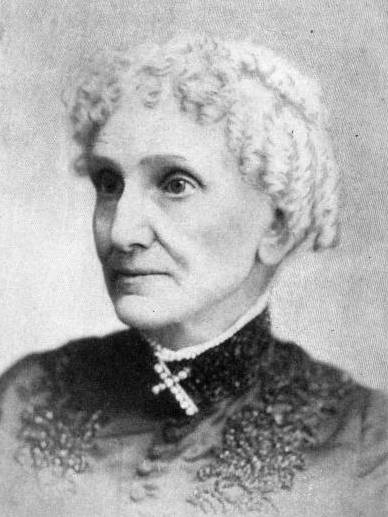
Эдди с украшением в виде креста (1892)
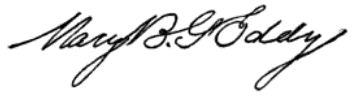
Одна из факсимильных подписей Эдди.
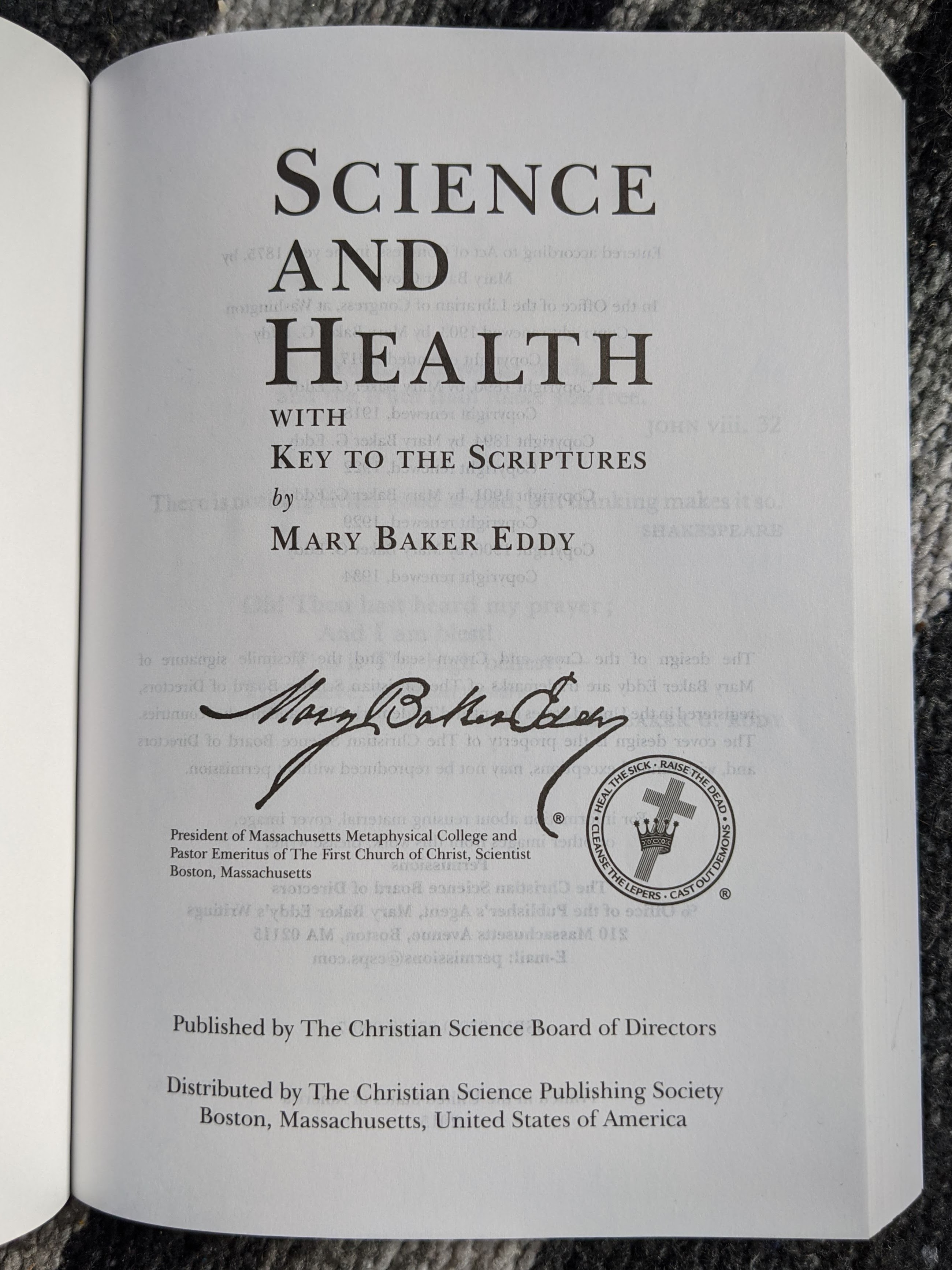
Титульная страница издания 2015 года с печатью, подписью и должностями Эдди[20]:

## Архитектура
Сайентистские церкви отличаются высокими архитектурными стандартами, будь то традиционный для Новой Англии колониальный стиль, неоклассика или модернизм:

Одно несомненно: для религии, существующей всего 30 лет и построившей свою первую церковь лишь 12 лет назад [1894], «Христианская наука» соорудила больше красивых храмов, чем любая другая конфессия за то же время. И более того, они все уже оплачены.
Оригинальный текст (англ.)One thing is certain: for a religion which has been organized only thirty years, and which erected its first church only twelve years ago, Christian Science has more fine church edifices to its credit in the same time than any other denomination in the world, and they are all paid for.
— The Boston Globe, 1906

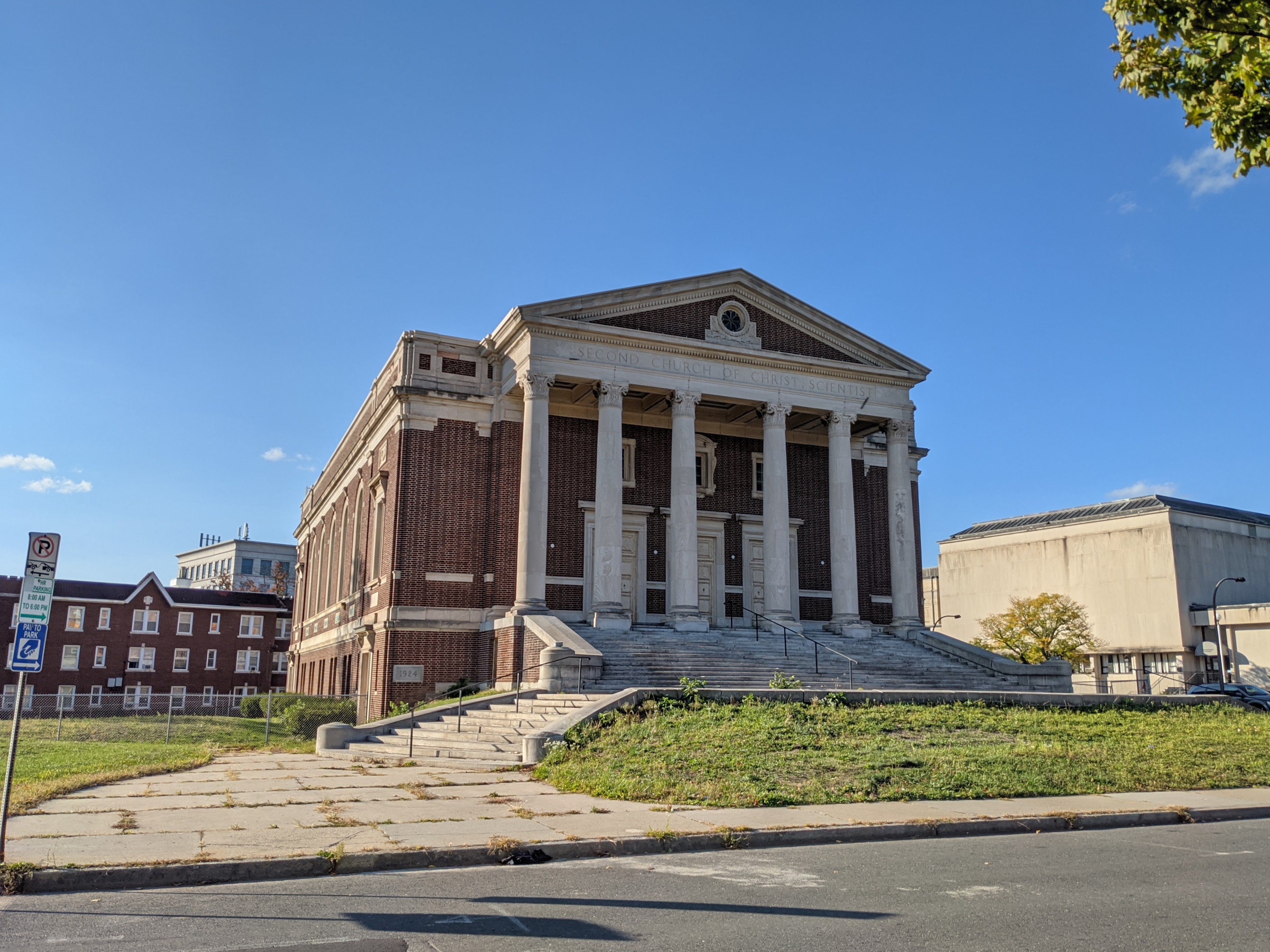
Вторая церковь в Хартфорде в Коннектикуте. Недалеко располагается Капитолий штата.
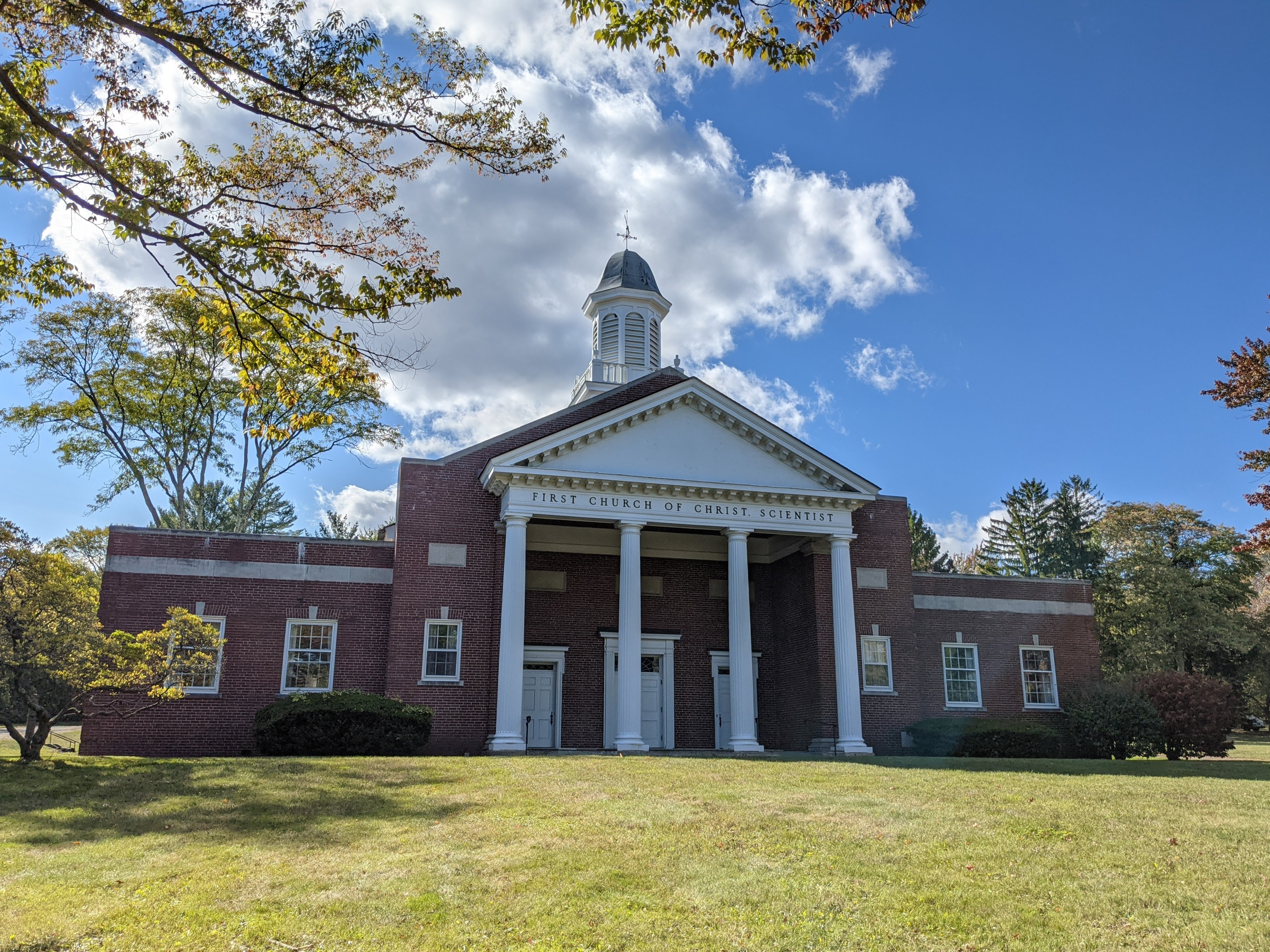
Первая церковь в Хартфорде.
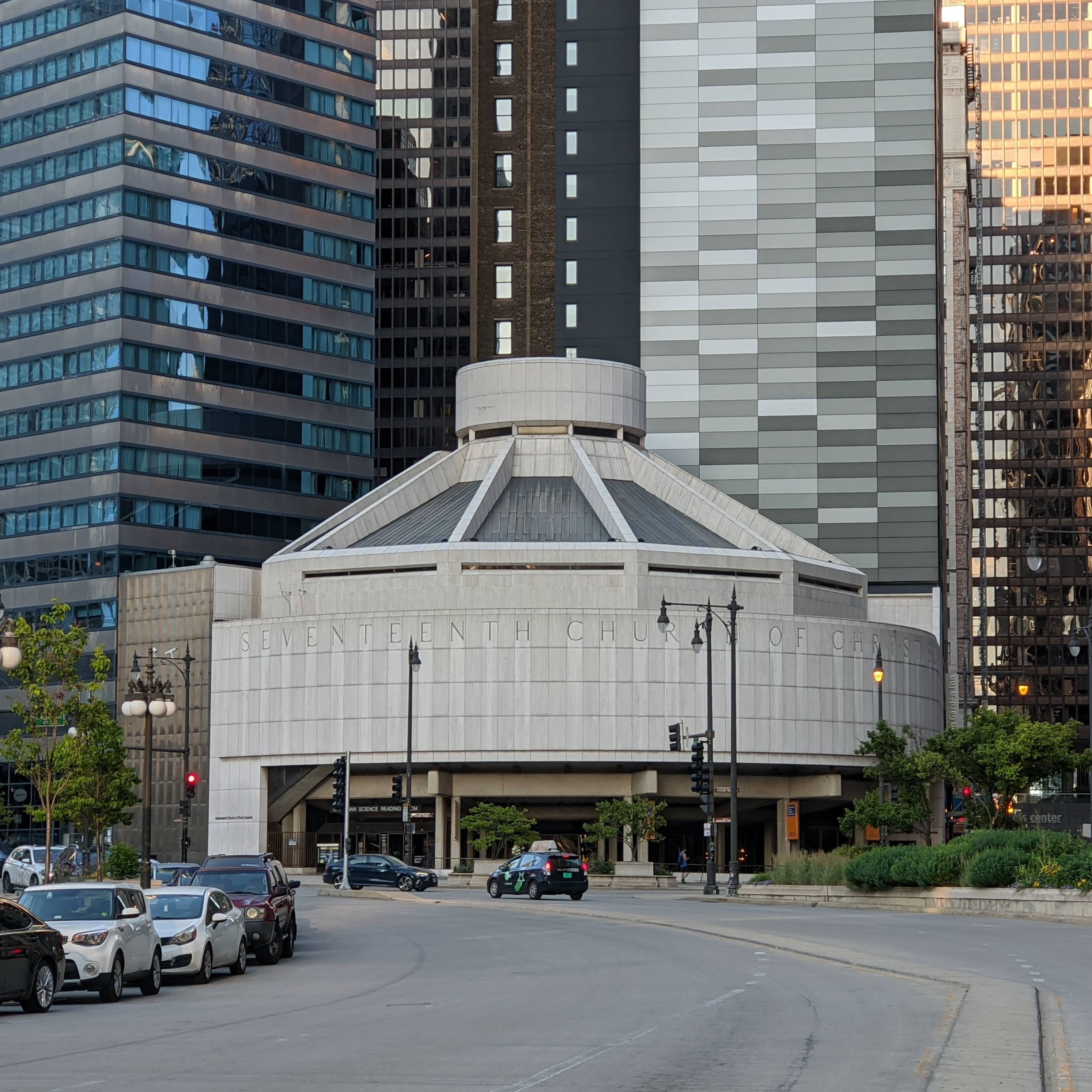
Семнадцатая церковь в Чикаго.
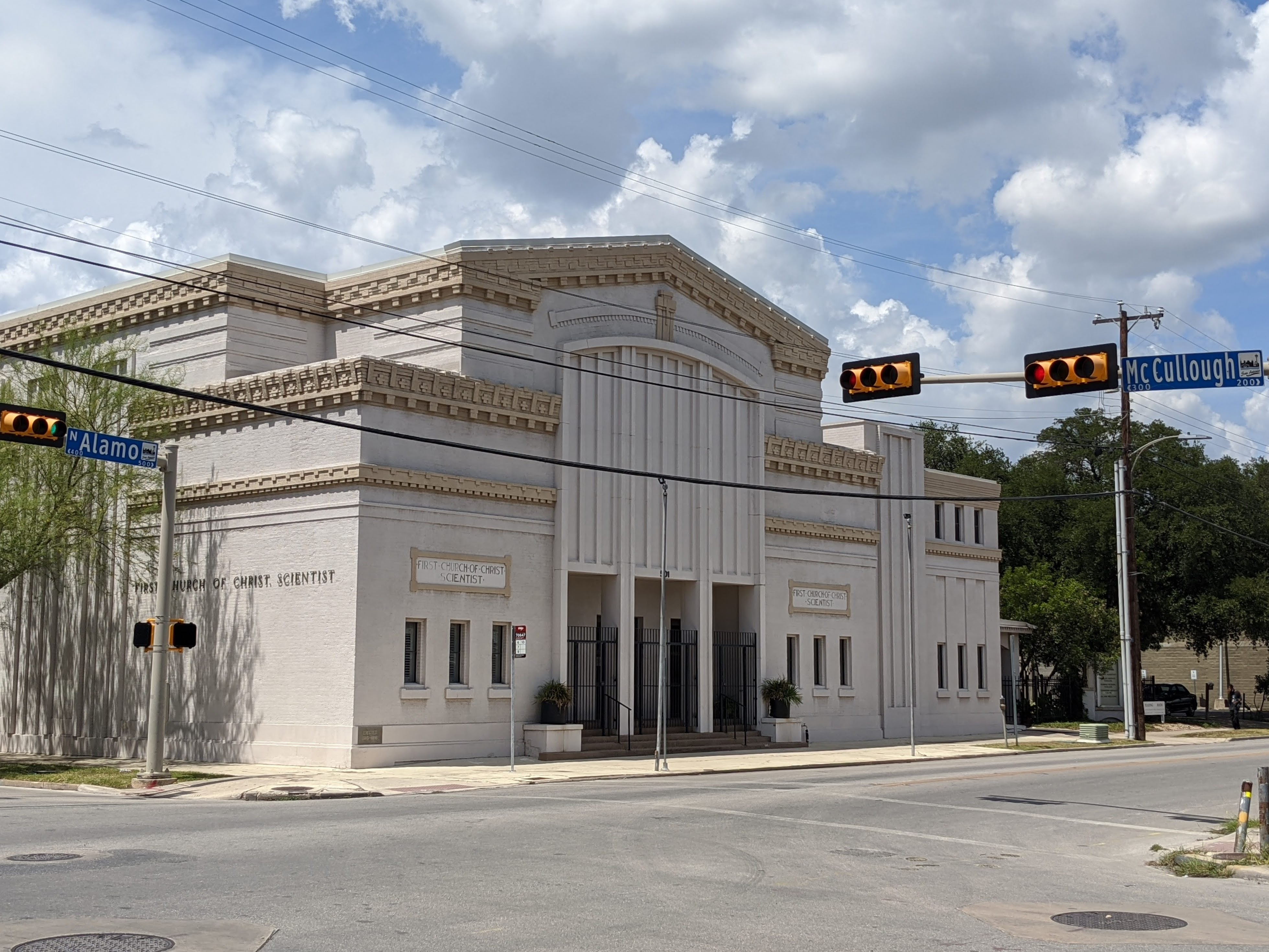
Первая церковь в Сан-Антонио.
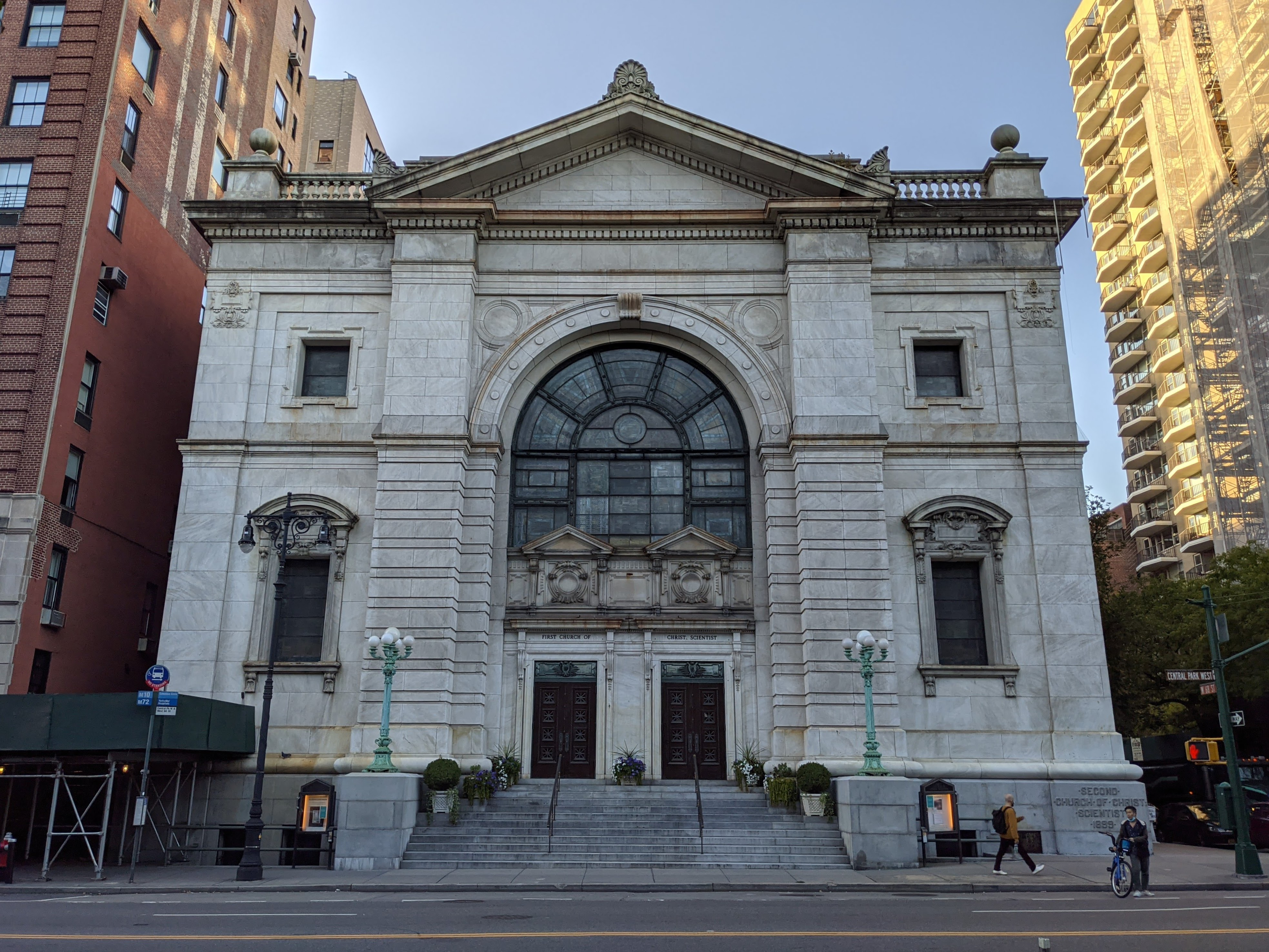
Вторая церковь в Нью-Йорке.

## Оценки и критика
Представители некоторых других христианских конфессий считают «Христианскую науку» псевдохристианской сектой.

## Известные последователи
- Астор, Нэнси (1879—1964) — первая женщина, ставшая депутатом Палаты общин, нижней палаты британского парламента.
- Лерман, Александр Анатольевич (1952—2011) — советский музыкант, певец и композитор, впоследствии американский филолог[24].
- Прокофьева, Лина Ивановна (Лина Любера или Льюбера, 1897—1989).
- Прокофьев, Сергей Сергеевич[12] (1891—1953).
- Уэбстер, Уильям Хеджкок (1924—2025) — американский государственный деятель, первый и единственный человек, который возглавлял и ФБР (1978—1987), и ЦРУ (1987—1991)[25].

### Комментарии
1. ↑  Основатель мормонизма Джозеф Смит-младший первоначально также назвал свою церковь просто «Церковью Христа» (англ. Church of Christ).

#### На русском языке
- «Христианская наука» : [арх. 15 июня 2024] / Куропаткина О. В. // Большая российская энциклопедия [Электронный ресурс]. — 2020.
- Савкина, Н. П. Христианская наука в жизни С. С. Прокофьева // Научные чтения памяти А. И. Кандинского / Редакторы-составители Е. Г. Сорокина, И. А. Скворцова. — М. : Московская государственная консерватория имени П. И. Чайковского, 2007. — С. 241—256. — 430 с. — (Научные труды Московской государственной консерватории имени П.И. Чайковского ; сб. 59). — Материалы научной конф. — 500 экз. — ISBN 978-5-89598-178-8.
- Советская военная администрация в Германии и религиозные конфессии Советской зоны оккупации Германии 1945−1949, «Христианская наука» («Здоровье и наука»). Государственный архив Российской Федерации. Дата обращения: 2 сентября 2010.
- Мэри Бейкер-Эдди. Наука и здоровье с Ключом к Священному Писанию = Science and Health with Key to the Scriptures. — Радуга, 1994. — 693 с. — ISBN 0-87952-221-6.

#### На английском языке
- Paul Eli Ivey. Prayers in Stone: Christian Science Architecture in the United States, 1894—1930 (англ.). — University of Illinois Press, 1999. — 227 p. — ISBN 9780252024450.
- Mary Baker Eddy. Church Manual of The First Church of Christ, Scientist, in Boston, Mass (англ.). — 89. — Norwood, MA: The Plimpton Press, 1936. — 138 p.
- Bednarowski Mary Farrell. New Religions and the Theological Imagination in America. — Indiana University Press, 1989. — 192 p. — ISBN 9780253114464.
- Ellwood R., Partin H. Religious and Spiritual Groups in Modern America. — 2. — Routledge, 2016. — 384 p. — ISBN 9781315507231.
- Melton J. G., Gottschalk S.[англ.]. Christian Science // Britannica.
- Gunningham Sarah Gardner. Encyclopedia of Women and Religion in North America / Rosemary Skinner Keller, Rosemary Radford Ruether, Marie Cantlon. — Indiana University Press, 2006. — Vol. 2. — P. 738—746. — 1394 p. — ISBN 9780253346858.
- Gill G. Mary Baker Eddy. — Reading, Mass.: Perseus, 1998.
- Asser S. M.; Swan R. Child Fatalities From Religion-motivated Medical Neglect (англ.) // Pediatrics, Official Journal of the American Academy of Pediatrics : journal. — 1998. — April.
- Twain M. Christian Science: With Notes Containing Corrections to Date (1907)